# Leucanopsis cirphis
Leucanopsis cirphis är en fjärilsart som beskrevs av William Schaus 1911. Leucanopsis cirphis ingår i släktet Leucanopsis och familjen björnspinnare. Inga underarter finns listade i Catalogue of Life.